# Dia da Independência

Feriado relacionado com independência
Outro feriado nacional
Não há feriado nacional

Dia da Independência é um evento que acontece todo ano e que comemora o aniversário da independência de uma nação ou estado soberano, geralmente depois de deixar de ser um grupo ou parte de outra nação ou Estado; mais raramente após o término de uma ocupação militar. A maioria dos países considera seus respectivos dias de independência como feriados nacionais. Podendo haver eventos de grande importância para a sociedade de tal nação ou Estado. 

## Lista
A seguir, uma lista parcial dos dias de independência de países de todo o mundo:
| País                           | Data do feriado                  | Ano celebrado | Evento celebrado | Nome do feriado                                                                           |
| ------------------------------ | -------------------------------- | ------------- | --- | ----------------------------------------------------------------------------------------- |
| Afeganistão                    | 19 de agosto                     | 1919          | Independência do Reino Unido em 1919. | Dia da Independência Afegã                                                                |
| Albânia                        | 28 de novembro                   | 1912          | Declarada por Ismail Qemali em 1912 e sinalizou o fim de cinco séculos de domínio otomano. | Dia da Independência (Albânia)                                                            |
| Angola                         | 11 de novembro                   | 1975          | Independência de Portugal em 1975. |                                                                                           |
| Anguilla                       | 30 de maio                       | 1967          | Independência de São Cristóvão-Nevis-Anguilla em 1967. | Dia de Anguilla                                                                           |
| Antígua e Barbuda              | 1 de novembro                    | 1981          | Independência do Reino Unido em 1981. |                                                                                           |
| Argélia                        | 5 de julho                       | 1962          | Independência da França em 1962. | Dia da Independência (Argélia)                                                            |
| Argentina                      | 9 de julho                       | 1816          | Declaração de independência do Império Espanhol em 1816. | Dia da Independência                                                                      |
| Armênia                        | 28 de maio                       | 1918          | Declaração de independência do Império Russo em 1918. |                                                                                           |
| Armênia                        | 21 de setembro                   | 1991          | Independência da União Soviética em 1991. | Dia Nacional                                                                              |
| Áustria                        | 26 de outubro                    | 1955          | Restauração da soberania e assinatura da Declaração de Neutralidade em 1955. | Dia Nacional                                                                              |
| Azerbaijão                     | 28 de maio                       | 1918          | Independência do Império Russo em 1918 e proclamação da República. | Dia da República                                                                          |
| Azerbaijão                     | 18 de outubro                    | 1991          | Declaração de independência da União Soviética em 1991. | Dia da Independência do Estado do Azerbaijão                                              |
| Bahamas                        | 10 de julho                      | 1973          | Independência do Reino Unido em 1973. |                                                                                           |
| Bahrain                        | 15 de agosto                     | 1971          | Independência do Reino Unido em 1971. | Dia da Independência do Bahrain                                                           |
| Bangladesh                     | 26 de março                      | 1971          | Independência do Paquistão, o que levou a uma guerra de nove meses que acabou em 16 de dezembro de 1971. | Dia da Independência de Bangladesh                                                        |
| Barbados                       | 30 de novembro                   | 1966          | Independência do Reino Unido em 1966. |                                                                                           |
| Belarus                        | 3 de julho                       | 1944          | Libertação de Minsk após vários anos de ocupação alemã em 1944. | Dia da Independência da Bielorrússia                                                      |
| Bélgica                        | 21 de julho                      | 1831          | Independência do Reino Unido dos Países Baixos (Revolução Belga) em 4 de outubro de 1830. | Dia Nacional Belga                                                                        |
| Belize                         | 21 de setembro                   | 1981          | Independência do Reino Unido em 1981. | Celebrações de Setembro                                                                   |
| Benim                          | 1 de agosto                      | 1960          | Independência da França em 1960. |                                                                                           |
| Bolívia                        | 6 de agosto                      | 1825          | Independência da Espanha em 1825. |                                                                                           |
| Bósnia e Herzegovina           | 1 de março                       | 1992          | Independência da República Socialista Federal da Iugoslávia em 1992. | Dia da Independência (Bósnia e Herzegovina)                                               |
| Botswana                       | 30 de setembro                   | 1966          | Independência do Reino Unido em 1966. | Dia da Independência (Botswana)                                                           |
| Brasil                         | 7 de setembro                    | 1822          | Independência do Reino Unido de Portugal, Brasil e Algarves em 7 de setembro de 1822. Reconhecida em 29 de agosto de 1825. | Dia da Independência ou Sete de Setembro                                                  |
| Brunei                         | 1 de janeiro                     | 1984          | Independência do Reino Unido em 1984. Nacional. |                                                                                           |
| Bulgária                       | 5 de outubro                     | 1908          | Independência do Império Otomano em 1908. |                                                                                           |
| Burkina Faso                   | 5 de agosto                      | 1960          | Independência da França em 1960. |                                                                                           |
| Burma                          | 4 de janeiro                     | 1948          | Independência do Reino Unido em 1948. | Dia da Independência (Myanmar)                                                            |
| Burundi                        | 1 de julho                       | 1962          | Independência da Bélgica em 1962. |                                                                                           |
| Cambodia                       | 9 de novembro                    | 1953          | Independência da França em 1953. |                                                                                           |
| Camarões                       | 1 de janeiro                     | 1960          | Independência da França e do Reino Unido em 1960. |                                                                                           |
| Canadá                         | 1 de julho                       | 1867          | Independência do Reino Unido em 1867. | Dia do Canadá                                                                             |
| Cabo Verde                     | 5 de julho                       | 1975          | Independência de Portugal em 1975. |                                                                                           |
| Cazaquistão                    | 16 de dezembro                   | 1991          | Independência da União Soviética em 1991. | Dia da Independência do Cazaquistão                                                       |
| República Centro-Africana      | 13 de agosto                     | 1960          | Independência da França em 1960. |                                                                                           |
| Chade                          | 11 de agosto                     | 1960          | Independência da França em 1960. |                                                                                           |
| Chile                          | 12 de fevereiro e 18 de setembro | 1810          | Independência declarada da Espanha nessa data em 1810. Na verdade, os chilenos celebram a data da primeira Junta do Governo, 18 de setembro. | Fiestas Patrias                                                                           |
| Colômbia                       | 20 de julho                      | 1810          | Independência da Espanha em 20 de julho de 1810, mas reconhecida em 7 de agosto de 1819. |                                                                                           |
| Comores                        | 6 de julho                       | 1975          | Independência da França em 1975. |                                                                                           |
| República Democrática do Congo | 30 de junho                      | 1960          | Independência da Bélgica em 1960. |                                                                                           |
| República do Congo             | 15 de agosto                     | 1960          | Independência da França em 1960. |                                                                                           |
| Coreia do Norte                | 15 de agosto                     | 1945          | Fundação da República Popular Democrática da Coreia em 1948. Guerra da Coreia entre 1950-1953. | Chogukhaebangŭi nal                                                                       |
| Coreia do Sul                  | 15 de agosto                     | 1945          | Independência do Império do Japão em 1945. | Gwangbokjeol                                                                              |
| Costa Rica                     | 15 de setembro                   | 1821          | Independência da Espanha em 1821. |                                                                                           |
| Croácia                        | 8 de outubro                     | 1991          | Independência da República Socialista Federal da Iugoslávia em 1991. | Dia da Independência (Croácia)                                                            |
| Cuba                           | 20 de maio                       | 1902          | Independência da Espanha em 1902. |                                                                                           |
| Chipre                         | 1 de outubro                     | 1960          | Independência do Reino Unido em 16 de agosto de 1960, mas comemorada em 1 de outubro. | Dia da Independência (Chipre)                                                             |
| Costa do Marfim                | 7 de agosto                      | 1960          | Independência da França em 1960. |                                                                                           |
| Djibouti                       | 27 de junho                      | 1977          | Independência da França em 1977. |                                                                                           |
| Dominica                       | 3 de novembro                    | 1978          | Independência do Reino Unido em 1978. |                                                                                           |
| República Dominicana           | 27 de fevereiro                  | 1844          | Independência do Haiti em 1844, após uma ocupação de 22 anos. |                                                                                           |
| Timor-Leste                    | 20 de maio                       | 2002          | Independência de Portugal em 2002 (reconhecimento, Timor-Leste foi invadido pela Indonésia de 1975 a 1999, oficialmente, nunca deixou de ser considerado uma administração de Portugal). |                                                                                           |
| Equador                        | 10 de agosto                     | 1809          | Declaração de independência da Espanha em 10 de agosto de 1809, mas fracassada. |                                                                                           |
| Equador                        | 24 de maio                       | 1822          | A independência finalmente ocorreu em 24 de maio de 1822 na Batalha de Pichincha. |                                                                                           |
| El Salvador                    | 15 de setembro                   | 1821          | Independência da Espanha em 1821. |                                                                                           |
| Emirados Árabes Unidos         | 2 de dezembro                    | 1971          | Independência do Reino Unido em 1971. | Dia Nacional (Emirados Árabes Unidos)                                                     |
| Guiné Equatorial               | 12 de outubro                    | 1968          | Independência da Espanha em 1968. |                                                                                           |
| Eritreia                       | 24 de maio                       | 1993          | Independência da Etiópia em 1993. | Dia da Independência (Eritreia)                                                           |
| Eslováquia                     | 1 de janeiro                     | 1993          | Independência da Checoslováquia em 1993. |                                                                                           |
| Eslovênia                      | 26 de dezembro e 25 de junho     | 1990          | Independência da Iugoslávia em 1990. | Dia da Independência da Unidade                                                           |
| Estados Unidos                 | 4 de julho                       | 1776          | Declaração da Independência dos Estados Unidos do Reino da Grã-Bretanha (atual Reino Unido) em 1776. | Dia da Independência dos Estados Unidos ou Quatro de Julho                                |
| Estônia                        | 24 de fevereiro                  | 1918          | Independência do Império Russo em 1918. | Dia da Independência (Estônia)                                                            |
| Estônia                        | 20 de agosto                     | 1991          | Independência da União Soviética em 1991. |                                                                                           |
| Fiji                           | 10 de outubro                    | 1970          | Independência do Reino Unido em 1970. | Dia de Fiji                                                                               |
| Finlândia                      | 6 de dezembro                    | 1917          | Independência da Rússia em 1917. Reconhecida em 4 de janeiro de 1918. | Dia da Independência (Finlândia)                                                          |
| Gabão                          | 17 de agosto                     | 1960          | Independência da França em 1960. |                                                                                           |
| Gâmbia                         | 18 de fevereiro                  | 1965          | Independência do Reino Unido em 1965. |                                                                                           |
| Geórgia                        | 26 de maio                       | 1918          | Dia da proclamação da República Democrática da Geórgia em 1918. | Dia da Independência (Geórgia)                                                            |
| Geórgia                        | 9 de abril                       | 1991          | Independência da União Soviética em 1991. | Dia da União Nacional                                                                     |
| Gana                           | 6 de março                       | 1957          | Independência do Reino Unido em 1957. |                                                                                           |
| Grécia                         | 25 de março                      | 1821          | Independência do Império Otomano em 1821. Início da Guerra de independência da Grécia. |                                                                                           |
| Granada                        | 7 de fevereiro                   | 1974          | Independência do Reino Unido em 1974. | Dia da Independência (Granada)                                                            |
| Guatemala                      | 15 de setembro                   | 1821          | Independência da Espanha em 1821. |                                                                                           |
| Guiné                          | 2 de outubro                     | 1958          | Independência da França em 1958. |                                                                                           |
| Guiné-Bissau                   | 24 de setembro                   | 1973          | Independência de Portugal em 1973. |                                                                                           |
| Guiana                         | 26 de maio                       | 1966          | Independência do Reino Unido em 1966. |                                                                                           |
| Haiti                          | 1 de janeiro                     | 1804          | Independência da França em 1804. |                                                                                           |
| Honduras                       | 15 de setembro                   | 1821          | Independência da Espanha em 1821. |                                                                                           |
| Hungria                        | 20 de agosto                     | 1000          | Fundação da Hungria cristã e do primeiro rei cristão da Hungria, o Dia de São Estêvão. | Dia Nacional                                                                              |
| Iêmen                          | 30 de novembro                   | 1967          | Independência do Iêmen do Sul do Reino Unido em 1967. |                                                                                           |
| Índia                          | 15 de agosto                     | 1947          | Independência do Reino Unido em 1947. | Dia da Independência (Índia)                                                              |
| Indonésia                      | 17 de agosto                     | 1945          | Dia da Declaração de Independência (Hari Proklamasi Kemerdekaan RI) dos Países Baixos em 17 de agosto de 1945. Os Países Baixos reconheceram a independência e a soberania indonésias em 1949. O governo holandês reconheceu formalmente em 17 de agosto de 1945 como a única data verdadeira da Independência Indonésia em 2008. | Dia do Aniversário de Independência da Indonésia (Hari Ulang Tahun Kemerdekaan Indonesia) |
| Iraque                         | 3 de outubro                     | 1932          | Independência do Reino Unido em 1932. |                                                                                           |
| Islândia                       | 17 de junho                      | 1944          | Fundação da república em 1944. | Dia Nacional Islandês                                                                     |
| Israel                         | Entre 15 de abril e 15 de maio   | 5708 (1948)   | Independência do Mandato Britânico da Palestina, que ocorreu em 14 de maio de 1948 (5 Iyar 5708 no calendário hebraico). Yom HaAtzmaut é comemorado na terça, quarta-feira ou quinta-feira mais próxima do 5 Iyar, então ocorre entre 3 e 6 Iyar a cada ano; isto significa que o feriado pode cair em qualquer momento entre 15 de abril e 15 de maio, de acordo com o calendário gregoriano. | Yom HaAtzmaut                                                                             |
| Jamaica                        | 6 de agosto                      | 1962          | Independência do Reino Unido em 1962. |                                                                                           |
| Jordânia                       | 25 de maio                       | 1946          | Independência do Reino Unido em 1946. |                                                                                           |
| Kiribati                       | 12 de julho                      | 1979          | Independência do Reino Unido em 1979. |                                                                                           |
| Kosovo                         | 17 de fevereiro                  | 2008          | Independência da Servia em 2008. (parcialmente reconhecida) |                                                                                           |
| Kuwait                         | 25 de fevereiro                  | 1961          | Independência do Reino Unido em 1961. |                                                                                           |
| Quirguistão                    | 31 de agosto                     | 1991          | Independência da União Soviética em 1991. | Dia da Independência (Quirguistão)                                                        |
| Laos                           | 22 de outubro                    | 1953          | Independência da França em 1953. |                                                                                           |
| Letônia                        | 18 de novembro                   | 1918          | Proclamação da independência em 18 de novembro de 1918. A Letônia era parte do Império Russo antes da Primeira Guerra Mundial, mas seu território tinha sido cedido ao Império alemão em março de 1918 | Dia da Proclamação da República da Letônia                                                |
| Letônia                        | 4 de maio                        | 1990          | Independência da União Soviética em 4 de maio de 1990. |                                                                                           |
| Líbano                         | 22 de novembro                   | 1943          | Independência da França em 1943. | Dia da Independência Libanesa                                                             |
| Lesoto                         | 4 de outubro                     | 1966          | Independência do Reino Unido em 1966. |                                                                                           |
| Libéria                        | 26 de julho                      | 1847          | Independência da American Colonization Society em 1847. |                                                                                           |
| Líbia                          | 24 de dezembro                   | 1951          | Independência da Itália em 10 de fevereiro de 1947. |                                                                                           |
| Lituânia                       | 16 de fevereiro                  | 1918          | Declaração de Independência da Lituânia: Independência do Império Russo e Alemão em fevereiro de 1918. |                                                                                           |
| Lituânia                       | 11 de março                      | 1990          | Declaração de Restabelecimento do Estado da Lituânia: independência da União Soviética em março de 1990. |                                                                                           |
| Macedônia                      | 8 de setembro                    | 1991          | Independência da República Socialista Federal da Iugoslávia em 1991. | Den na nezavisnosta ou Ден на независноста                                                |
| Madagascar                     | 26 de junho                      | 1960          | Independência da França em 1960. |                                                                                           |
| Malawi                         | 6 de julho                       | 1964          | Independência do Reino Unido em 1964. |                                                                                           |
| Malásia                        | 31 de agosto                     | 1957          | Independência da Federação Malaia do Reino Unido em 1957. | Hari Merdeka                                                                              |
| Maldivas                       | 26 de julho                      | 1965          | Independência do Reino Unido em 1965. |                                                                                           |
| Mali                           | 22 de setembro                   | 1960          | Independência da França em 1960. |                                                                                           |
| Malta                          | 21 de setembro                   | 1964          | Independência do Reino Unido em 1964. | Dia da Independência (Malta)                                                              |
| Mauritânia                     | 28 de novembro                   | 1960          | Independência da França em 1960. |                                                                                           |
| Maurícia                       | 12 de março                      | 1968          | Independência do Reino Unido em 1968. |                                                                                           |
| México                         | 16 de setembro                   | 1810          | Independência da Espanha em 1810. Reconhecida em 27 de setembro de 1821. | Grito de Dolores                                                                          |
| Moldávia                       | 27 de agosto                     | 1991          | Independência da União Soviética em 1991. | Dia da Independência (Moldávia)                                                           |
| Mongólia                       | 29 de dezembro                   | 1911          | Independência da dinastia Qing em 1911. No entanto, o governo da Mongólia estabelecido era muito fraco para resistir à ocupação da República da China em 1919 e mais tarde pela Rússia Branca no início de 1921. Depois expulsando as forças do Roman Ungern von Sternberg, o novo governo comunista foi oficialmente constituído em 11 de junho de 1921. |                                                                                           |
| Montenegro                     | 21 de maio                       | 2006          | Independência da Sérvia e Montenegro em 2006. |                                                                                           |
| Marrocos                       | 18 de novembro                   | 1955          | Independência de França e Espanha em 1956. | Dia da Independência                                                                      |
| Moçambique                     | 25 de junho                      | 1975          | Independência de Portugal em 1975. |                                                                                           |
| Namíbia                        | 21 de março                      | 1990          | Independência da África do Sul em 1990. |                                                                                           |
| Nauru                          | 31 de janeiro                    | 1968          | Independência da Austrália, Nova Zelândia e Reino Unido em 1968. |                                                                                           |
| Nicarágua                      | 15 de setembro                   | 1821          | Independência da Espanha em 1821. |                                                                                           |
| Níger                          | 3 de agosto                      | 1960          | Independência da França em 1960. | Dia da Independência (Niger)                                                              |
| Nigéria                        | 1 de outubro                     | 1960          | Independência do Reino Unido em 1960. |                                                                                           |
| Chipre do Norte                | 15 de novembro                   | 1983          | Declaração de independência da República do Chipre em 1983. (parcialmente reconhecida) |                                                                                           |
| Noruega                        | 17 de maio                       | 1814          | Independência da Dinamarca (1814) e Constituição da Noruega (17 de maio de 1814). | Dia Nacional                                                                              |
| Noruega                        | 7 de junho                       | 1905          | Independência da Suécia em 1905. | Dia da Independência                                                                      |
| Palau                          | 1 de outubro                     | 1994          | Independência do estatuto de Território de Tutela da ONU em 1994. |                                                                                           |
| Panamá                         | 28 de novembro                   | 1821          | Independência da Espanha em 1821. |                                                                                           |
| Panamá                         | 3 de novembro                    | 1903          | O Panamá foi membro da "Grã-Colômbia" até 1903. A separação de 1903 da Colômbia é celebrada como dia oficial em 3 de novembro. |                                                                                           |
| Papua-Nova Guiné               | 16 de setembro                   | 1975          | Independência da Austrália do antigo Território da Papua e Nova Guiné em 1975. |                                                                                           |
| Paquistão                      | 14 de agosto                     | 1947          | Independência do Reino Unido em 1947. | Youm-e-Azadi                                                                              |
| Paraguai                       | 15 de maio                       | 1811          | Independência da Espanha em 1811. | Día de Independencia                                                                      |
| Peru                           | 28 de julho                      | 1821          | Independência da Espanha em 1821. | Fiestas Patrias                                                                           |
| Filipinas                      | 12 de junho                      | 1898          | Comemora declaração de 1898 por Emilio Aguinaldo durante a Revolução Filipina contra Espanha. As Filipinas conseguiram autogoverno dos Estados Unidos em 4 de julho de 1946 e comemoraram a data como Dia da Independência até 1964. A data do feriado foi movida em 1964, com a assinatura da Lei Republicana nº 4166. | Araw ng Kalayaan or Araw ng Kasarinlan                                                    |
| Polônia                        | 11 de novembro                   | 1918          | Restauração da independência da Polônia em 1918 após 123 anos de partilhas pelo Império Russo, Reino da Prússia e Áustria. | Święto Niepodległości (Dia da Independência)                                              |
| Portugal                       | 1 de dezembro                    | 1640          | Em 1640 houve a restauração da independência portuguesa da União Ibérica com a Espanha. A independência original do país (do Reino de Leão) ocorreu em 24 de junho de 1128 (Batalha de São Mamede) e foi reconhecida em 5 de outubro de 1143. Esse dia é um feriado em Portugal, mas por uma razão diferente. (Implantação da República Portuguesa). Observe que nenhum desses eventos é semelhante às declarações ou ao reconhecimento da independência atuais, pois estes são de fato o reconhecimento do domínio de um rei sobre uma região. Portugal existia como uma entidade separada antes de 1143 e durante a união com a Espanha entre 1580 e 1640. | Dia da Restauração                                                                        |
| Qatar                          | 18 de dezembro                   | 1971          | Independência original do Reino Unido em 7 de setembro. | Dia Nacional do Qatar                                                                     |
| Quênia                         | 12 de dezembro                   | 1963          | Independência do Reino Unido em 1963. | Dia Jamhuri                                                                               |
| República Checa                | 28 de outubro                    | 1918          | Como Checoslováquia, independência da Áustria-Hungria em 29 de outubro de 1918. |                                                                                           |
| República Checa                | 1 de janeiro                     | 1993          | Como República Checa após a divisão de Tchecoslováquia em 1993. |                                                                                           |
| República da Irlanda           | 24 de abril                      | 1916          | Proclamação da República Irlandesa que começou com a Revolta da Páscoa em 24 de abril de 1916. Independência do Reino Unido da Grã-Bretanha e Irlanda. Geralmente comemorado no domingo de Páscoa. |                                                                                           |
| Rodésia                        | 11 de novembro                   | 1965          | Declaração Unilateral de Independência da Rodésia do Reino Unido em 1965. | Dia da Independência                                                                      |
| Romênia                        | 10 de maio                       | 1877          | A primeira celebração romena de independência, no dia da coroação do príncipe Carlos, em 1877, enquanto a guerra de independência, finalmente conquistada contra o Império Otomano, em 1877-1878, ao lado do Império Russo, estava apenas começando. |                                                                                           |
| Rússia                         | 12 de junho                      | 1992          | Comemora a adoção da Declaração de Soberania do Estado da República Socialista Federativa Soviética da Rússia (RSFSR) em 12 de junho de 1990. A passagem desta Declaração pelo Primeiro Congresso dos Deputados do Povo marcou o início da reforma constitucional na Estado russo soviético. | Dia da Rússia                                                                             |
| Ruanda                         | 1 de julho                       | 1962          | Independência da Bélgica em 1962. |                                                                                           |
| São Cristóvão e Nevis          | 19 de setembro                   | 1983          | Independência do Reino Unido em 1983. |                                                                                           |
| Santa Lúcia                    | 22 de fevereiro                  | 1979          | Independência do Reino Unido em 1979. | Dia do Independência                                                                      |
| São Vicente e Granadinas       | 27 de outubro                    | 1979          | Independência do Reino Unido em 1979. |                                                                                           |
| Samoa                          | 1 de janeiro                     | 1962          | Independência da Nova Zelândia em 1962. |                                                                                           |
| São Tomé e Príncipe            | 12 de julho                      | 1975          | Independência de Portugal em 1975. |                                                                                           |
| Senegal                        | 4 de abril                       | 1960          | Independência da França em 1960. |                                                                                           |
| Sérvia                         | 15 de fevereiro                  | 1804          | O início da Primeira Revolta Sérvia em 1804, evoluiu para uma Revolução Sérvia, a guerra pela independência do Império Otomano; e a adoção da primeira Constituição em 1835. | Dia do Estado (Sérvia)                                                                    |
| Seychelles                     | 29 de junho                      | 1976          | Independência do Reino Unido em 1976. |                                                                                           |
| Serra Leoa                     | 27 de abril                      | 1961          | Independência do Reino Unido em 1961. |                                                                                           |
| Singapura                      | 9 de agosto                      | 1965          | Marca a secessão da cidade-estado da Federação Malaia em 1965. | Dia Nacional (Singapura)                                                                  |
| Ilhas Salomão                  | 7 de julho                       | 1978          | Independência do Reino Unido em 1978. |                                                                                           |
| Somália                        | 1 de julho                       | 1960          | União do Protetorado da Somalilândia (antiga Somália Italiana) e da Somalilândia Britânica para formar a República Somali. Evento comemorado anualmente. | Dia da Independência (Somália)                                                            |
| África do Sul                  | 11 de dezembro                   | 1931          | Independência do Reino Unido em 1931 em termos da Declaração Balfour de 1926, que não é feriado público. A União Sul-Africana formada em 31 de maio de 1910 e a República da África do Sul, declarada em 31 de maio de 1961 sob o regime do Apartheid. O domínio da maioria foi alcançado em 27 de abril de 1997, que é celebrado anualmente como Dia da Liberdade. |                                                                                           |
| Sudão do Sul                   | 9 de julho                       | 2011          | Independência do Sudão em 2011. |                                                                                           |
| Sri Lanka                      | 4 de fevereiro                   | 1948          | Independência do Reino Unido em 1948. | Dia da Independência (Sri Lanka)                                                          |
| Sudão                          | 1 de janeiro                     | 1956          | Independência do Egito e do Reino Unido em 1956. |                                                                                           |
| Suriname                       | 25 de novembro                   | 1975          | Independência dos Países Baixos em 1975. |                                                                                           |
| Suazilândia                    | 6 de setembro                    | 1968          | Independência do Reino Unido em 1968. |                                                                                           |
| Suécia                         | 6 de junho                       | 1523          | Celebra a eleição do rei Gustav Vasa em 1523 e as novas constituições de 1809 e de 1974. A eleição do rei Gustav Vasa foi o fim de facto da União de Kalmar e foi vista como uma declaração formal de independência. | Dia Nacional da Suécia                                                                    |
| Suíça                          | 1 de agosto                      | 1291          | Aliança contra o Sacro Império Romano-Germânico em 1291. | Dia Nacional da Suíça                                                                     |
| Síria                          | 17 de abril                      | 1946          | Fim do Mandato Francês da Síria em 1946. | Dia da Independência (Síria)                                                              |
| Tadjiquistão                   | 9 de setembro                    | 1991          | Independência da União Soviética em 1991. | Dia da Independência (Tajiquistão)                                                        |
| Tanzânia                       | 9 de dezembro                    | 1961          | Independência da Tanganica do Reino Unido em 1961. |                                                                                           |
| Togo                           | 27 de abril                      | 1960          | Independência da França em 1960. |                                                                                           |
| Tibete                         | 13 de fevereiro                  | 1913          | Independência da dinastia Qing em 1913. Foi invadido em outubro de 1950 pela China e atualmente é administrado pelo governo chinês. | Dia da Independência (Tibete)                                                             |
| Tonga                          | 4 de junho                       | 1970          | Fim do protetorado do Reino Unido em 1970. |                                                                                           |
| Trinidad e Tobago              | 31 de agosto                     | 1962          | Independência do Reino Unido em 1962. |                                                                                           |
| Tunísia                        | 20 de março                      | 1956          | Independência da França em 1956. |                                                                                           |
| Turquia                        | 29 de outubro                    | 1923          | Fundação da República da Turquia. | Dia da República (Turquia)                                                                |
| Turcomenistão                  | 27 de outubro                    | 1991          | Independência da União Soviética em 1991. | Dia da Independência (Turcomenistão)                                                      |
| Tuvalu                         | 1 de outubro                     | 1978          | Independência do Reino Unido em 1978. |                                                                                           |
| Uganda                         | 9 de outubro                     | 1962          | Independência do Reino Unido em 1962. |                                                                                           |
| Ucrânia                        | 24 de agosto                     | 1991          | Declaração da Independência da Ucrânia da União Soviética em 1991. | Dia da Independência da Ucrânia                                                           |
| Ucrânia                        | 22 de janeiro                    | 1919          | Unificação da Ucrânia em 22 de janeiro de 1919. | Dia da Unidade da Ucrânia                                                                 |
| Uruguai                        | 25 de agosto                     | 1825          | Independência do Império do Brasil e união com as Províncias Unidas do Rio da Prata. | Declaratoria de la Independencia                                                          |
| Uzbequistão                    | 1 de setembro                    | 1991          | Independência da União Soviética em 1991. | Dia da Independência (Uzbequistão)                                                        |
| Vanuatu                        | 30 de julho                      | 1980          | Independência de Reino Unido e França em 1980. |                                                                                           |
| Venezuela                      | 5 de julho                       | 1811          | Independência da Espanha em 1811. |                                                                                           |
| Vietnã                         | 2 de setembro                    | 1945          | Independência do Império do Japão e da França em 1945. | Dia da Independência (Vietnã)                                                             |
| Saara Ocidental                | 27 de fevereiro                  | 1976          | Independência da Espanha em 1976; ocupado pelo Marrocos desde então. |                                                                                           |
| Zâmbia                         | 24 de outubro                    | 1964          | Independência do Reino Unido em 1964. |                                                                                           |
| Zimbabwe                       | 18 de abril                      | 1980          | Independência do Reino Unido em 1980. |                                                                                           |